# Boyuibe
Boyuibe es un municipio de Bolivia, ubicado en la provincia de Cordillera dentro del departamento de Santa Cruz. Está en la frontera con el departamento de Chuquisaca, a 355 km de la capital provincial Lagunillas. Tiene una población de 5087 habitantes (INE 2012) y una extensión de 1656 km², encontrándose a una altitud de 900 m s. n. m.
Está en la ruta ferroviaria hacia la Argentina. Su actividad económica principal es la pecuaria, que es mayor que la agrícola, pese a las adversidades del clima, predominante seco.

## Toponimia
Según Baldomero Eberlein, la palabra proviene del idioma guaraní y significa “tierra de las golondrinas”.

## Historia
Durante el gobierno de Hernando Siles, el 27 de septiembre de 1926 se creó el municipio de Cuevo, estableciéndose Boyuibe como uno de los dos cantones del municipio. Posteriormente, el municipio de Boyuibe fue creado mediante la Ley N.º 1265 del 30 de septiembre de 1991, durante el gobierno de Jaime Paz Zamora.

## Geografía
El municipio de Boyuibe se encuentra en el extremo sur de la provincia Cordillera, al sur del departamento de Santa Cruz. Limita al norte y al este con el municipio de Charagua, al sur con el municipio de Macharetí en el departamento de Chuquisaca, y al oeste con el municipio de Cuevo.
El clima es templado con una temperatura media anual de 23 °C. Sin embargo, como todo el territorio del Chaco boliviano, seco y árido, se registran temperaturas extremas de calor y de frío. En materia de recursos hídricos, cuenta con el río Cuevo y la laguna Camatindi, ubicada a 12 km al norte de la localidad de Boyuibe. A 8 km al noroeste de la localidad se encuentra también la serranía de la Muela del Diablo, que ha sido declarada monumento natural municipal.

## Demografía
De acuerdo con el censo boliviano de 2024, la población del municipio de Boyuibe es de 5 603 habitantes.

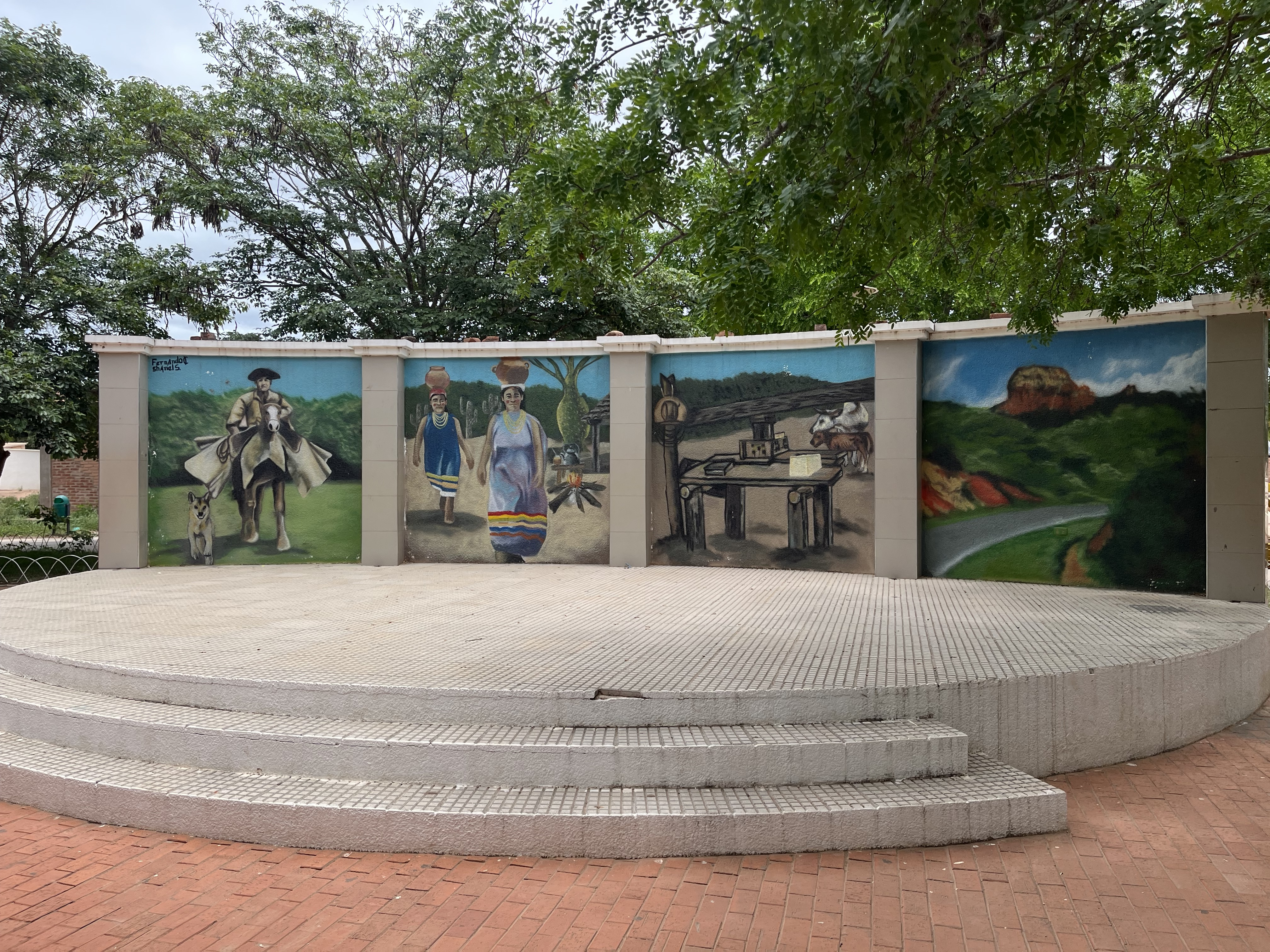
Mural en la plaza 30 de Septiembre de Boyuibe.

La población del municipio aumentó en más de la mitad entre 1992 y 2024, mientras que la población de la localidad ha aumentado en más de un tercio entre 1992 y 2012:
| Año  | Habitantes (municipio) | Habitantes (localidad) | Fuente |
| ---- | ---------------------- | ---------------------- | ------ |
| 1992 | 3 741                  | 2 490                  | Censo  |
| 2001 | 4 031                  | 2 907                  | Censo  |
| 2012 | 5 087                  | 3 401                  | Censo  |
| 2024 | 5 603                  |                        | Censo  |

## Transporte
Boyuibe se encuentra a 349 kilómetros por carretera al sur de Santa Cruz de la Sierra, la capital departamental.
La ruta troncal asfaltada Ruta 9 conduce desde Santa Cruz vía Abapó e Ipitá hasta Boyuibe, y luego de otros 187 kilómetros lleva hasta Yacuiba en la frontera sur de Bolivia con Argentina. Desde Boyuibe, la Ruta 36 también corre hacia el noreste a través de Charagua hasta Abapó.
La línea férrea de Santa Cruz a Yacuiba pasa por Boyuibe y tiene una parada en la localidad. Desde aquí hay servicios ferroviarios de pasajeros tanto al norte como al sur, que llevan a los pasajeros a Santa Cruz en unas once horas y media y a Yacuiba en cinco horas.